# C-Конец

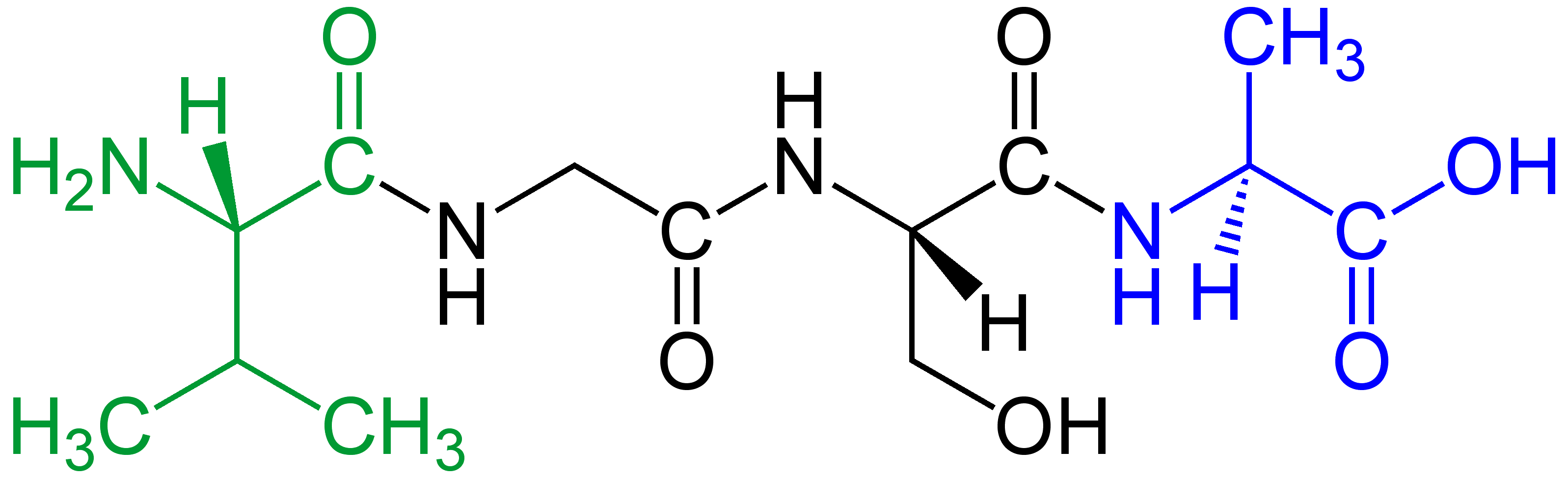
Тетрапептид Val-Gly-Ser-Ala, на котором зелёным цветом отмечена N-конечная α-аминокислота (на изображении: L-валин), а синим — C-конечная α-аминокислота (на изображении: L-аланин). Этот тетрапептид может быть закодирован мРНК-последовательностью 5'-GUUGGUAGUGCU-3'.

C-Конец (англ. C-terminus), также карбоксильный конец — аминокислота, расположенная на одном из концов молекулы белка или пептида, обладающая свободной карбоксильной группой.
Каждая аминокислота имеет аминогруппу и карбоксильную группу. Аминокислоты связываются друг с другом посредством реакции дегидратации присоединением  карбоксильной группы одной аминокислоты к аминогруппе другой. Таким образом, полипептидные цепочки заканчиваются свободной карбоксильной группой — C-концом, а начинаются с аминогруппы — N-конца.